# Komt tijd...
Komt tijd… (Engelse titel: There will be Time) is een sciencefictionroman uit 1973 van de Amerikaanse schrijver Poul Anderson. Het boek werd genomineerd in 1973 voor de Nebula Award. Anderson verwijst in zijn roman naar het Mauraivolk. Deze tenaamstelling is een afgeleide van de Maori. Anderson gebruikte in meerdere van zijn boeken het Mauraivolk als onderwerp. Poul Andersom komt als een soort “cameo” voor in zijn eigen boek; hij is dan verre familie van de huisarts en heeft in hun gesprekken weleens over de Maurai gesproken, maar die schrijver wordt toch al niet al te serieus genomen, aldus de huisarts. 

## Synopsis
Het verhaal wordt verteld door huisarts Anderson, die beroepsmatig betrokken is bij de geboorte van John Franklin “Jack” Havig in februari 1933 in Senlac. Al vlak na de geboorte blijkt er iets vreemds met het kind aan de hand te zijn. Anderson wordt gebeld door de moeder Eleanor, die zegt meerdere versies van haar baby te zien. Ze komen en gaan naar hun believen op diverse plekken in de kamer, maar er is steeds één zichtbaar. Jack blijkt een genetische afwijking te hebben, hij is voorbestemd om tijdreiziger te worden. In die hoedanigheid is zijn belangstelling voor geschiedenis groter dan bij “normale” kinderen. Hij maakt een gewone puberteit door, maar is dan ook al op kleine schaal bezig met die tijdreizen. Het is daarbij niet de bedoeling om in de geschiedenis in te grijpen, maar alleen om te leren. Op een van die reizen ontdekt Jack dat in de 21e eeuw door een atoomoorlog en vervuiling de wereld ten onder gaat en in handen komt van de Maurai, een volk afkomstig uit Nieuw-Zeeland/Micronesië., die met harde hand regeren. Hij maakt ook kennis met het Adelaarsnest, een soort sociëteit voor tijdreizigers. De heren en dames van die club bestuderen wat er moet gebeuren nadat ook de Maurai ten onder gaan. Daarbij spelen racisme en fascisme een rol. Jack besluit om voorlopig mee te werken. Om geld voor de toekomst te vergaren grijpt hij in bij de terugkomst van ridders en ander tuig van de Vierde Kruistocht. Hij wordt daarbij verliefd op Xenia, de dochter van een edelsmid. Hij trouwt met haar en probeert haar te redden van die ridders en tuig, maar moet noodgedwongen zien dat ook zij ten onder gaat. Ingrijpen is geen optie, want dat zou de tijdlijn te veel veranderen. Nadat meerdere kwesties met de leden van het Adelaarsnest opspelen komt Jack terug in zijn werkelijke tijd. Al die jaren heeft hij steeds overlegd met zijn huisarts en komt nu met de vraag hoe het toch verder moet. Het tijdperk van de Maurai is te dichtbij om nog iets te doen, maar daarna ligt alles open. Samen met een tijdreizigster Leonce besluit Jack een tegenpartij op te richten. Deze is succesvol en het Adelaarsnest wordt vernietigd. Het slot van het verhaal speelt zich af in 1971 als de toekomst is veiliggesteld en ook blijkt dat er na de periode volgend op de Maurai er geen tijdreizigers meer geboren worden.